# Память мира (Европа и Северная Америка)
Список объектов наследия проекта «Память мира» Европы и Северной Америки.

## Список по странам

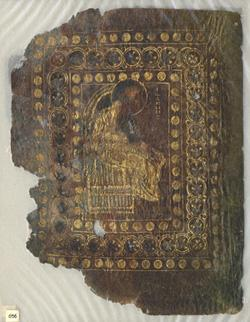
Бератский кодекс — унциальный манускрипт VI века на греческом языке, содержащий тексты Евангелия
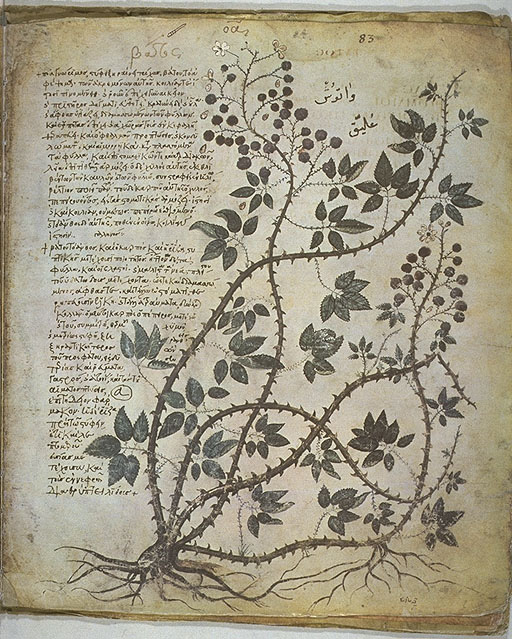
Австрийский Венский Диоскорид считается одним из важнейших фармацевтических источников Древнего мира, он использовался в качестве словаря практикующих врачей во времена Средневековья, Ренессанса и последующих веков
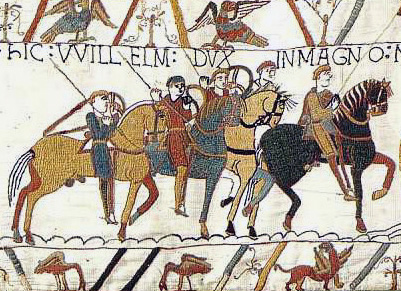
Французский «ковёр из Байё» представляет собой не ковёр, а вышитую скатерть размером 50 см на 70 м, которая рассказывает о событиях, предшествующих норманскому завоеванию Англии, а также о самом завоевании
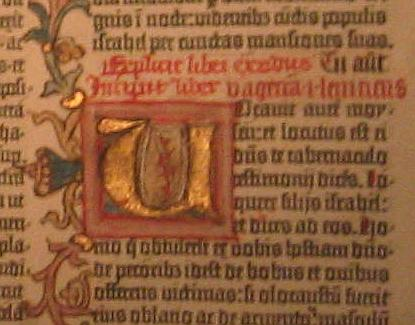
Германская 42-строчная Библия Гутенберга — первая книга, напечатанная в Европе с помощью наборного шрифта
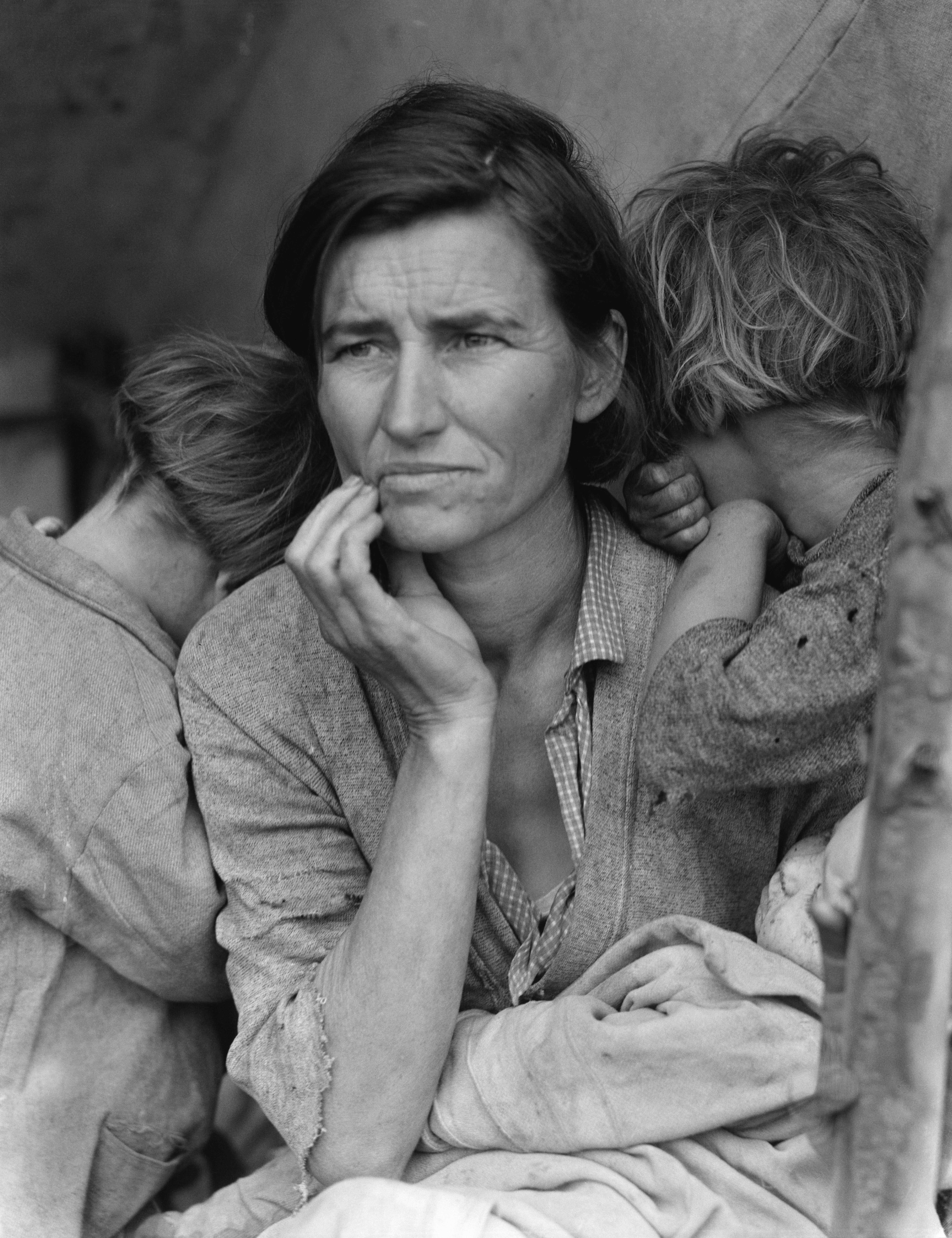
Постоянная экспозиция «Род человеческий» в Люксембурге считается «величайшим из когда-либо осуществлённых фотопроектов»
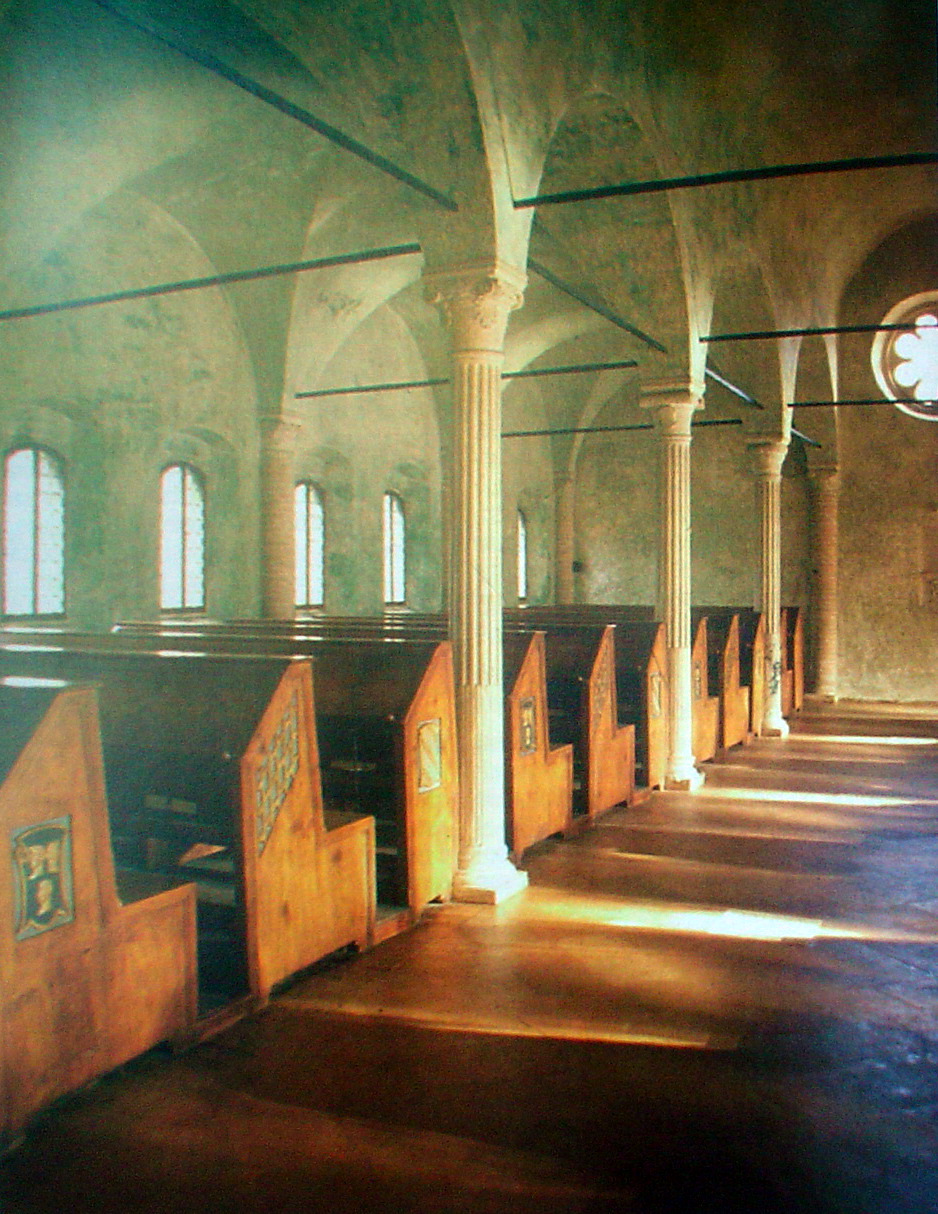
Библиотека Малатестиана
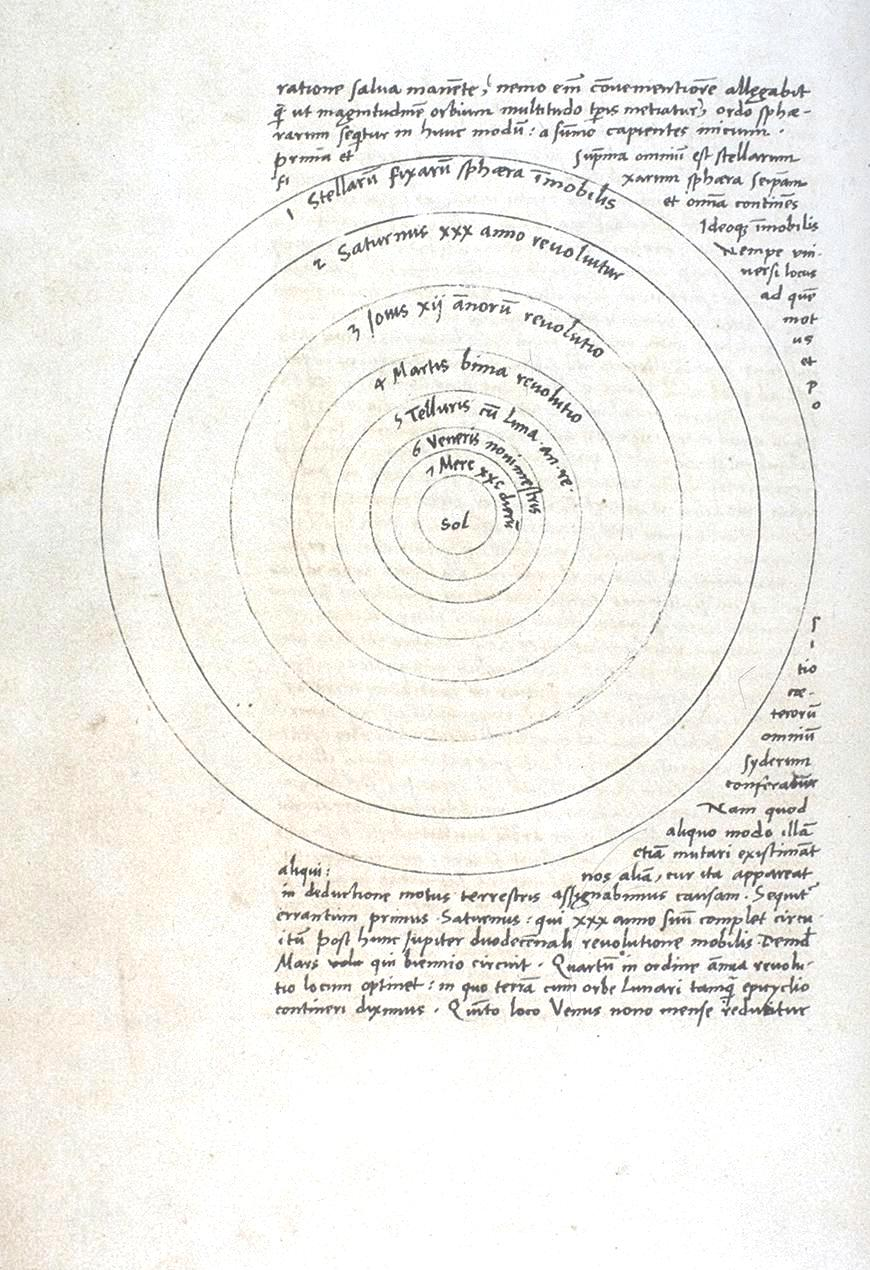
«Об обращении небесных сфер» — основополагающая работа гелиоцентрической теории, шедевр астронома Николая Коперника (1473—1543)
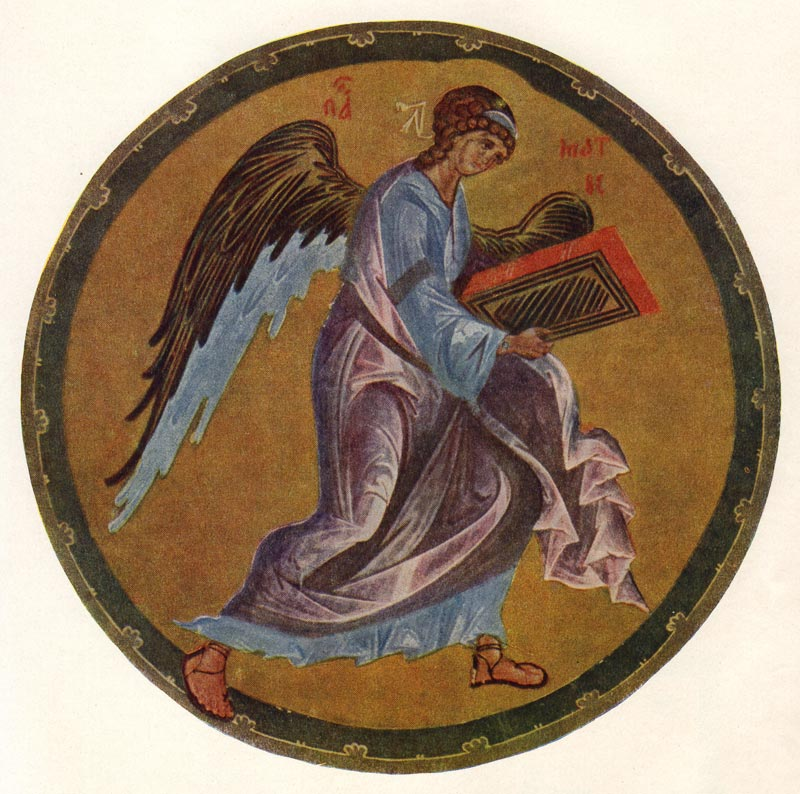
Евангелие Хитрово даёт представление об одном из этапов развития древнерусской литературы, традиции переписчиков, распространении церковнославянского языка
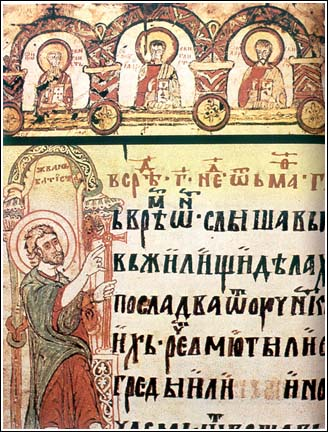
Сербское Мирославово Евангелие, датирующееся 1180 годом, содержит интересные миниатюры, отражающие слияние элементов западной (итальянской) и восточной (византийской) традиций
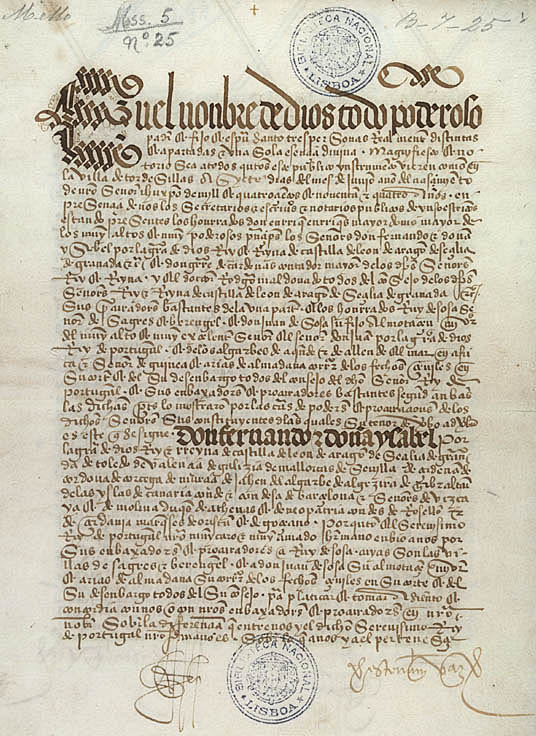
Тордесильясский договор на заре эпохи Великих географических открытий разделил между Испанией и Португалией «вновь открытые» земли
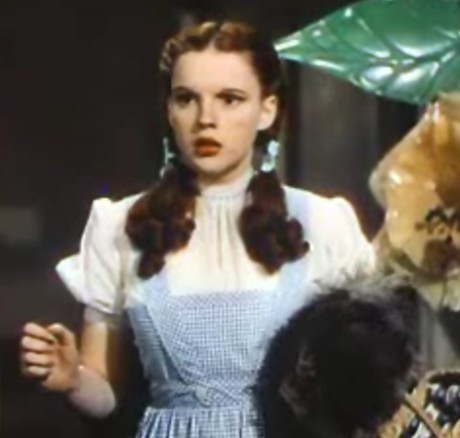
Фильм «Волшебник страны Оз» стал киноклассикой, проникнутой надеждой и любовью песни Дороти Гейл (Джуди Гарленд) «Через радугу»
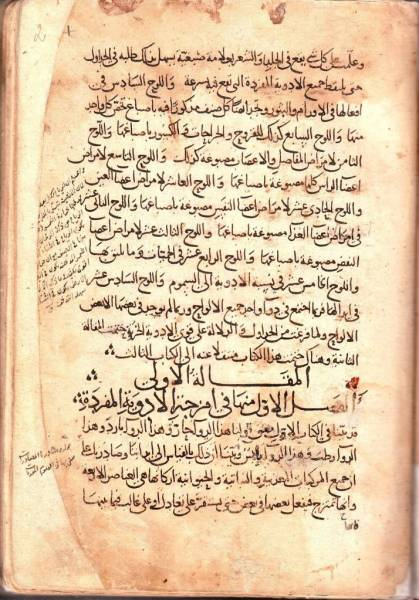
Рукопись «Канон врачебной науки» персидского учёного Ибн Сины, составленная в 1143 в Багдаде

| Страна/Территория                                                                                  | Документальное наследие | Год добавления | Хранитель(и), местонахождение(я) | Ссылка  |
| -------------------------------------------------------------------------------------------------- | --- | -------------- | --- | ------- |
| Австрия                                                                                            | Венский Диоскорид | 1997           | Австрийская национальная библиотека, Вена | [ 1 ]   |
| Австрия                                                                                            | Итоговый документ Венского конгресса                                                                                             | 1997           | Австрийские государственные архивы, Вена | [ 7 ]   |
| Австрия                                                                                            | Историческая коллекция (1899—1950) Венского фонограмархива                                                                       | 1999           | Австрийская академия наук, Вена | [ 8 ]   |
| Австрия                                                                                            | Наследие Арнольда Шёнберга | 2011           | Arnold Schönberg Center Private Foundation, Вена | [ 9 ]   |
| Австрия                                                                                            | Собрание папирусов эрцгерцога Райнера                                                                                            | 2001           | Австрийская национальная библиотека, Венa | [ 10 ]  |
| Австрия                                                                                            | Собрание Шуберта из Венской городской библиотеки                                                                                 | 2001           | Венская городская библиотека, Вена | [ 11 ]  |
| Австрия                                                                                            | Космография Блау из Австрийской национальной библиотеки                                                                          | 2003           | Австрийская национальная библиотека, Вена | [ 12 ]  |
| Австрия                                                                                            | Майнцская Псалтирь из Австрийской национальной библиотеки                                                                        | 2011           | Австрийская национальная библиотека, Вена | [ 13 ]  |
| Австрия                                                                                            | Собрание Брамса | 2005           | Общество друзей музыки, Вена | [ 14 ]  |
| Австрия                                                                                            | Собрание рисунков готической архитектуры                                                                                         | 2005           | Академия изобразительных искусств, Вена | [ 15 ]  |
| Австрия                                                                                            | Пейтингерова таблица | 2007           | Австрийская национальная библиотека, Вена | [ 16 ]  |
| Австрия, Франция, Германия, Венгрия и Италия                                                       | Собрание Библиотеки Корвина | 2005           | Различные места | [ 17 ]  |
| Азербайджан                                                                                        | Средневековые рукописи по медицине и аптечному делу                                                                              | 2005           | Институт рукописей Национальной академии наук Азербайджана, Баку | [ 18 ]  |
| Албания                                                                                            | Бератский кодекс | 2005           | Национальные архивы Албании, Тирана | [ 19 ]  |
| Армения                                                                                            | Первый Бюраканский обзор (FBS, или обзор Маркаряна)                                                                              | 2011           | Бюраканская астрофизическая обсерватория (БАО), Национальная академия наук Республики Армения (НАН РА), Бюракан                                                            | [ 20 ]  |
| Армения                                                                                            | Собрание рукописей Матенадаран                                                                                                   | 1997           | Институт древних рукописей Матенадаран, Ереван | [ 21 ]  |
| Беларусь, Финляндия, Литва, Польша, Россия и Украина                                               | Архивы Радзивиллов и Несвижское библиотечное собрание                                                                            | 2009           | Различные хранилища | [ 22 ]  |
| Бельгия                                                                                            | Деловые архивы издательства «Officina Plantiniana»                                                                               | 2001           | Музей Плантена — Моретуса, Антверпен | [ 23 ]  |
| Бельгия                                                                                            | Антверпенские архивы Insolvente Boedeldskamer                                                                                    | 2009           | Муниципальные архивы Антверпена, Антверпен | [ 24 ]  |
| Болгария                                                                                           | Енинский апостол (Enina Apostolos), фрагмент кириллической рукописи XI века на староболгарском                                   | 2011           | Национальная библиотека Св. Кирилла и Мефодия (НБКМ), София | [ 25 ]  |
| Великобритания                                                                                     | Великая хартия вольностей, выпущенная в 1215 году                                                                                | 2009           | Различные | [ 26 ]  |
| Великобритания                                                                                     | Историко-этнографические записи 1898—1951 г.г. в Британской библиотеке                                                           | 2011           | Британская библиотека, Лондон | [ 27 ]  |
| Великобритания                                                                                     | Фильм «Битва на Сомме» | 2005           | Имперский военный музей, Лондон | [ 28 ]  |
| Великобритания                                                                                     | Херефордская карта | 2007           | Трест Херефордской карты, Херефорд | [ 29 ]  |
| Венгрия                                                                                            | Патент 1926 года Кальмана Тиханьи на «Радиоскоп»                                                                                 | 2001           | Национальные архивы Венгрии, Будапешт | [ 30 ]  |
| Венгрия                                                                                            | Tabula Hungariae | 2007           | Национальная библиотека Сечени, Будапешт | [ 31 ]  |
| Венгрия                                                                                            | Янош Бойяи: Appendix, scientiam spatii absolute veram exhibens. Марошвашархей, 1832                                              | 2009           | Библиотека Венгерской академии наук, Будапешт | [ 32 ]  |
| Венгрия                                                                                            | Архивы Чома | 2009           | Библиотека Венгерской академии наук, Будапешт | [ 33 ]  |
| Германия                                                                                           | Возведение и падение Берлинской стены и Договор Два плюс четыре 1990 года                                                        | 2011           | Различные | [ 34 ]  |
| Германия                                                                                           | Ранние звукозаписи на фонографических цилиндрах (1893—1952) Берлинского фонограмархива                                           | 1999           | Этнологический музей, Берлин | [ 35 ]  |
| Германия                                                                                           | Людвиг ван Бетховен — Симфония № 9, ре минор, Op. 125                                                                            | 2001           | Государственная библиотека, Берлин | [ 36 ]  |
| Германия                                                                                           | Литературное наследие Гёте в Архивах Гёте и Шиллера                                                                              | 2001           | Архивы Гёте и Шиллера, Веймар | [ 37 ]  |
| Германия                                                                                           | Напечатанная на пергаменте 42-строчная Библия Гутенберга и современный ей документальный фон                                     | 2001           | Библиотека Гёттингенского университета, Гёттинген | [ 2 ]   |
| Германия                                                                                           | Патент Карла Бенца № DRP 37435 на «Транспортное средство, работающее на газовом моторе», 1886                                    | 2011           | Коллекция Daimler AG, Штутгарт | [ 38 ]  |
| Германия                                                                                           | Фильм «Метрополис» — Sicherungsstück Nr. 1. Негатив и версия, восстановленная в 2001 году                                        | 2001           | Фонд Фридриха Вильгельма Мурнау, Висбаден | [ 39 ]  |
| Германия                                                                                           | Иллюминованные рукописи Оттоновского возрождения, созданные в монастыре на острове Райхенау (Боденское озеро)                    | 2003           | Различные | [ 40 ]  |
| Германия                                                                                           | Детские и семейные сказки братьев Гримм                                                                                          | 2005           | Музей братьев Гримм, Кассель | [ 41 ]  |
| Германия                                                                                           | Переписка Готфрида Вильгельма Лейбница в рамках коллекции его рукописей                                                          | 2007           | Библиотека Готфрида Вильгельма Лейбница, Ганновер | [ 42 ]  |
| Германия                                                                                           | Песнь о Нибелунгах, средневековая эпическая поэма                                                                                | 2009           | Различные | [ 43 ]  |
| Германия и США                                                                                     | Карта Вальдземюллера. Карта мира, построенная в соответствии с методом Птолемея и дополненная новыми землями от Америго Веспуччи | 2005           | Библиотека Конгресса, Вашингтон | [ 44 ]  |
| Грузия                                                                                             | Грузинские византийские рукописи                                                                                                 | 2011           | Грузинский национальный центр рукописей, Тбилиси | [ 45 ]  |
| Дания                                                                                              | Собрание Линнея | 1997           | Датская национальная библиотека, Копенгаген | [ 46 ]  |
| Дания                                                                                              | Рукописи и переписка Ханса Кристиана Андерсена                                                                                   | 1997           | Королевская библиотека Дании, Копенгаген | [ 47 ]  |
| Дания                                                                                              | Архивы Сёрена Кьеркегора | 1997           | Королевская библиотека Дании, Копенгаген | [ 48 ]  |
| Дания                                                                                              | Архивы датских заморских торговых компаний                                                                                       | 1997           | Национальные архивы Дании, Копенгаген | [ 49 ]  |
| Дания                                                                                              | El Primer Nueva Coronica y Buen Gobierno                                                                                         | 2007           | Королевская библиотека Дании, Копенгаген | [ 50 ]  |
| Дания                                                                                              | MS. GKS 4 2°, vol. I—III, Biblia Latina («Гамбургская Библия», или «Библия Бертольдуса»)                                         | 2011           | Королевская библиотека Дании, Копенгаген | [ 51 ]  |
| Дания                                                                                              | Записи по зундской пошлине | 2007           | Национальные архивы Дании, Копенгаген | [ 52 ]  |
| Дания и Исландия                                                                                   | Арнамагнеанская коллекция | 2009           | Университет Копенгагена, Копенгаген; Исландский университет, Рейкьявик | [ 53 ]  |
| Индия, Индонезия, Нидерланды, ЮАР, Шри-Ланка                                                       | Архивы Голландской Ост-Индской компании                                                                                          | 2003           | различные | [ 54 ]  |
| Ирландия                                                                                           | Келлская книга | 2011           | Библиотека Тринити-колледжа, Дублин | [ 55 ]  |
| Испания                                                                                            | Капитуляции Санта-Фе | 2009           | Генеральный архив Короны Арагона, Барселона | [ 56 ]  |
| Испания и Португалия                                                                               | Тордесильясский договор | 2007           | Архив Индий, Севилья; Национальный архив башни Томбо, Лиссабон | [ 57 ]  |
| Италия                                                                                             | Библиотека Малатестиана | 2005           | Новая Библиотека Малатестиана, Чезена | [ 58 ]  |
| Италия                                                                                             | Исторические епархиальные архивы Лукки (ASDLU): документы раннего Средневековья                                                  | 2011           | Архиепархия Лукки, Лукка | [ 59 ]  |
| Италия                                                                                             | Россанский кодекс | 2015           | Архиепископский музей Архивная копия от 1 ноября 2016 на Wayback Machine, Россано                                                                                          | [ 60 ]  |
| Канада                                                                                             | Архивы Компании Гудзонова залива                                                                                                 | 2007           | Архивы Манитобы, Виннипег | [ 61 ]  |
| Канада                                                                                             | Собрания квебекской семинарии (XVII—XIX века)                                                                                    | 2007           | Музей цивилизации, Квебек | [ 62 ]  |
| Канада                                                                                             | Фильм «Соседи», созданный Норманом Маклареном в 1952 году                                                                        | 2009           | Канадская государственная служба кинематографии, Монреаль | [ 63 ]  |
| Латвия                                                                                             | «Dainu skapis» — картотека народных песен                                                                                        | 2001           | Архивы латвийского фольклора, Рига | [ 64 ]  |
| Люксембург                                                                                         | Выставка «„Род человеческий“» | 2003           | Музей Клерво, Клерво | [ 3 ]   |
| Нидерланды                                                                                         | Библиотека Эц Хаим — Livraria Montezinos                                                                                         | 2003           | Португало-еврейская семинария Эц Хаим, Амстердам | [ 65 ]  |
| Нидерланды                                                                                         | Дневник Анны Франк | 2009           | Дом-музей Анны Франк, Амстердам | [ 66 ]  |
| Нидерланды                                                                                         | Коллекция Десмета | 2011           | EYE Film Instituut Nederland, Амстердам | [ 67 ]  |
| Нидерланды, Кюрасао и Суринам                                                                      | Архив Мидделбургской торговой компании (Middelburgsche Commercie Compagnie, MCC)                                                 | 2011           | Zeeuws Archief (Зеландский архивный центр), Мидделбург | [ 68 ]  |
| Нидерланды, Бразилия, Гана, Гайана, Нидерландские Антильские острова, Суринам, Великобритания, США | Архивы Голландской Вест-Индской компании (Westindische Compagnie)                                                                | 2011           | Albany County Hall of Records и Муниципальный архив, Нью-Йорк; Национальные архивы стран-номинаторов                                                                       | [ 69 ]  |
| Нидерланды, Индонезия                                                                              | Ла Галиго | 2011           | Музей Ла Галиго, Макасар; библиотека Лейденского университета, Лейден | [ 70 ]  |
| Нидерландские Антильские острова                                                                   | Первый катехизис, написанный на языке папьяменто                                                                                 | 2009           | Национальный архив Нидерландских Антильских островов, Виллемстад | [ 71 ]  |
| Норвегия                                                                                           | Архивы Тура Хейердала | 2011           | Музей Кон-Тики, Осло; семья Хейердала и Норвежская национальная библиотека, Осло                                                                                           | [ 72 ]  |
| Норвегия                                                                                           | Лепровые архивы Бергена | 2001           | Городские и региональные архивы Бергена, Берген | [ 73 ]  |
| Норвегия                                                                                           | Кукольный дом Генрика Ибсена | 2001           | Национальная библиотека Норвегии, Осло | [ 74 ]  |
| Норвегия                                                                                           | Материалы антарктической экспедиции (1910—1912) Руаля Амундсена                                                                  | 2005           | Норвежский институт кино, Осло; Норвежская национальная библиотека, Рана                                                                                                   | [ 75 ]  |
| Польша                                                                                             | «Об обращении небесных сфер» Николая Коперника                                                                                   | 1999           | Библиотека Ягеллонского университета, Краков | [ 76 ]  |
| Польша                                                                                             | Архив Рингельблюма — архивы Варшавского гетто, собранные еврейским историком Эммануэлем Рингельблюмом                            | 1999           | Еврейский исторический институт, Варшава | [ 77 ]  |
| Польша                                                                                             | Шедевры Фредерика Шопена | 1999           | Общество Фредерика Шопена, Варшава | [ 78 ]  |
| Польша                                                                                             | Варшавская конфедерация 28 января 1573 года: гарантия религиозной терпимости                                                     | 2003           | Центральный архив исторических записей, Варшава | [ 79 ]  |
| Польша                                                                                             | «Двадцать одно требование», Гданьск, август 1980. Рождение обширного общественного движения «Солидарность»                       | 2003           | Польский морской музей, Гданьск | [ 80 ]  |
| Польша                                                                                             | Архив Бюро реконструкции Варшавы (Biuro Odbudowy Stolicy, BOS)                                                                   | 2011           | Государственные архивы Варшавы (APW), Варшава | [ 81 ]  |
| Польша                                                                                             | Архивы Эдукационной комиссии | 2007           | Различные | [ 82 ]  |
| Польша                                                                                             | Архивы Института литературы в Париже (1946—2000)                                                                                 | 2009           | Объединение Института литературы «Культура», Париж | [ 83 ]  |
| Польша, Россия, Словения                                                                           | Супрасльская рукопись — мартовская минея                                                                                         | 2007           | Различные | [ 84 ]  |
| Португалия                                                                                         | Письмо Перу Ваш де Каминьи | 2005           | Национальный архив башни Томбо, Лиссабон | [ 85 ]  |
| Португалия                                                                                         | Первый полёт через Южный Атлантический океан в 1922 году                                                                         | 2011           | Arquivo Histórico da Marinha, Лиссабон | [ 86 ]  |
| Португалия                                                                                         | Corpo Cronológico (собрание рукописей, относящихся к Португальским открытиям)                                                    | 2007           | Институт национального архива, Лиссабон | [ 87 ]  |
| Россия                                                                                             | Архангельское Евангелие 1092 года                                                                                                | 1997           | Российская государственная библиотека, Москва | [ 88 ]  |
| Россия                                                                                             | Евангелие Хитрово | 1997           | Российская государственная библиотека, Москва | [ 4 ]   |
| Россия                                                                                             | Личная библиотека Льва Толстого и коллекция рукописей, фотографий и фильмов                                                      | 2011           | Музей-усадьба Льва Толстого в Ясной Поляне; Государственный музей Л. Н. Толстого, Москва                                                                                   | [ 89 ]  |
| Россия                                                                                             | Остромирово евангелие (1056—1057)                                                                                                | 2011           | Российская национальная библиотека, Санкт-Петербург | [ 90 ]  |
| Россия                                                                                             | Славянские кириллические издания XV века                                                                                         | 1997           | Российская государственная библиотека, Москва | [ 91 ]  |
| Россия                                                                                             | Собрание газет | 1997           | Российская государственная библиотека, Москва | [ 92 ]  |
| Россия                                                                                             | Собрание карт Российской империи XVIII века                                                                                      | 1997           | Российская государственная библиотека, Москва | [ 93 ]  |
| Россия                                                                                             | Русские плакаты конца XIX, начала XX веков                                                                                       | 1997           | Российская государственная библиотека, Москва | [ 94 ]  |
| Россия                                                                                             | Санкт-петербургское собрание исторических фонограмм (1889—1955)                                                                  | 2001           | Институт русской литературы и Российская академия наук, Санкт-Петербург | [ 95 ]  |
| Сербия                                                                                             | Архив Николы Теслы | 2003           | Музей Николы Теслы, Белград | [ 96 ]  |
| Сербия                                                                                             | Мирославово Евангелие — рукопись 1180 года                                                                                       | 2005           | Национальный музей Сербии, Белград | [ 5 ]   |
| Словакия                                                                                           | Иллюминованные кодексы из библиотеки дома главы Братиславы                                                                       | 1997           | Словацкий национальный архив, Братислава | [ 97 ]  |
| Словакия                                                                                           | Собрание исламских рукописей Сафвет-бег Башагича                                                                                 | 1997           | Университетская библиотека, Братислава | [ 98 ]  |
| Словакия                                                                                           | Горнопроходческие карты и планы главного зала в Банской-Штьявнице                                                                | 2007           | Центральный государственный горный архив, Банска-Штьявница | [ 99 ]  |
| США                                                                                                | Материалы программы «Landsat»: записи сенсоров Мультиспектрального сканера (MSS)                                                 | 2011           | Геологическая служба США (USGS), Рестон | [ 100 ] |
| США                                                                                                | Фильм «Волшебник страны Оз» (реж. Виктор Флеминг, 1939 год) производства Metro-Goldwyn-Mayer                                     | 2007           | Музей Джорджа Истмана, Рочестер | [ 6 ]   |
| США                                                                                                | Собрание фильмов Джона Маршалла о племенах бушменов жу-уанси, 1950—2000                                                          | 2009           | Смитсоновский институт, Саитленд-Силвер-Хилл | [ 101 ] |
| Турция                                                                                             | Клинописные таблички хеттов — богазкёйский архив                                                                                 | 2001           | Археологический музей Стамбула, Стамбул; Музей анатолийских цивилизаций, Анкара                                                                                            | [ 102 ] |
| Турция                                                                                             | Рукописи обсерватории Кандилли и Института исследования землетрясений                                                            | 2001           | Босфорский университет, Обсерватория Кандилли и Институт исследования землетрясений, Стамбул                                                                               | [ 103 ] |
| Турция                                                                                             | Работы Ибн Сины в библиотеке рукописей Сулеймание                                                                                | 2003           | Директорат библиотеки рукописей Сулеймание, Стамбул | [ 104 ] |
| Украина                                                                                            | Документальное наследие, связанное с аварией на Чернобыльской АЭС                                                                | 2017           | Различные | [ 105 ] |
| Украина                                                                                            | Собрание еврейского музыкального фольклора (1912—1947)                                                                           | 2005           | Национальная библиотека Украины имени В. И. Вернадского, Киев | [ 106 ] |
| Финляндия                                                                                          | Собрание Адольфа Эрика Норденшельда                                                                                              | 1997           | Университет Хельсинки, Хельсинки | [ 107 ] |
| Франция                                                                                            | Оригинал Декларации прав человека и гражданина (1789—1791)                                                                       | 2003           | Национальная библиотека Франции, Париж | [ 108 ] |
| Франция                                                                                            | Введение в десятичную метрическую систему, 1790—1837                                                                             | 2005           | Национальные архивы Франции, Париж | [ 109 ] |
| Франция                                                                                            | Фильмы братьев Люмьер | 2005           | Французский киноархив | [ 110 ] |
| Франция                                                                                            | Ковёр из Байё | 2007           | Центр Вильгельма Завоевателя, Байё | [ 111 ] |
| Франция                                                                                            | Библиотека цистерцианского аббатства Клерво времён Пьера Вире (1472)                                                             | 2009           | различные | [ 112 ] |
| Франция                                                                                            | Библиотека Беатуса Ренануса | 2011           | Гуманистическая библиотека Шлеттштадта, Селеста | [ 113 ] |
| Франция                                                                                            | Регистр Bannière (Шатле, Париж) времён правления Франциска I (Национальный Архив, Серия Y9)                                      | 2011           | Национальный архив, Париж | [ 114 ] |
| Франция и Великобритания                                                                           | Речь 18 июня 1940 | 2005           | различные | [ 115 ] |
| Чехия                                                                                              | Коллекция из 526 гравюр — университетских тезисов 1637—1754 г. г.                                                                | 2011           | Национальная библиотека Чехии, Прага | [ 116 ] |
| Чехия                                                                                              | Собрание русской, украинской и белорусской эмигрантской периодики 1918—1945                                                      | 2007           | Национальная библиотека Чешской Республики, Прага | [ 117 ] |
| Чехия                                                                                              | Собрание средневековых рукописей, относящихся к чешской Реформации                                                               | 2007           | Чешская национальная библиотека, Прага | [ 118 ] |
| Швейцария                                                                                          | Собрания Жан-Жака Руссо в Женеве и Невшателе                                                                                     | 2011           | Женевская библиотека (BGE) и Общество Жан-Жака Руссо (SJJR), Женева; Публичная и университетская библиотека Невшателя (BPUN) и Ассоциация Жан-Жака Руссо (AJJR), Невшатель | [ 119 ] |
| Швеция                                                                                             | Codex Argenteus — «Серебряная Библия»                                                                                            | 2011           | Библиотека Уппсальского университета, Уппсала | [ 120 ] |
| Швеция                                                                                             | Архив Стокгольмского комитета по городской планировке                                                                            | 2011           | Стокгольмский городской архив, Стокгольм | [ 121 ] |
| Швеция                                                                                             | Архивы Астрид Линдгрен | 2005           | Центр истории науки, Стокгольм | [ 122 ] |
| Швеция                                                                                             | Архивы Ингмара Бергмана | 2007           | Шведский институт кино, Стокгольм | [ 123 ] |
| Швеция                                                                                             | Архивы семьи Альфреда Нобеля | 2007           | Региональные архивы Лунда, Лунд; Шведский национальный архив, Стокгольм | [ 124 ] |
| Швеция                                                                                             | Серебряный кодекс | 2011           | Библиотека Архивная копия от 7 августа 2011 на Wayback Machine Уппсальского университета, Уппсала                                                                          | [ 125 ] |
| Швеция                                                                                             | Собрание Эммануила Сведенборга                                                                                                   | 2005           | Шведская национальная библиотека, Стокгольм | [ 126 ] |
| Эстония, Латвия и Литва                                                                            | Балтийский путь — живая цепь, соединившая три государства в их стремлении к свободе                                              | 2009           | различные | [ 127 ] |